# サントス・イリアルテ
ビクトリアーノ・サントス・イリアルテ（スペイン語: Victoriano Santos Iriarte、1902年11月2日 - 1968年11月10日）は、ウルグアイの元サッカー選手。元ウルグアイ代表。ポジションはFW。

## クラブ歴
1922年にラシン・クラブ・デ・モンテビデオの下部組織からトップチームに昇格し選手となった。その後、1932年まで在籍した。
1932年にCAペニャロールに移籍、1936年に引退した。

## 代表歴
1930 FIFAワールドカップに出場、準決勝のユーゴスラビア代表戦で得点を決めた他、決勝のアルゼンチン代表戦でも得点を決めて初優勝に貢献した。